# Plakina monolopha
Plakina monolopha är en svampdjursart som beskrevs av Schulze 1880. Plakina monolopha ingår i släktet Plakina och familjen Plakinidae. Utöver nominatformen finns också underarten P. m. antarctica.